# 德属西南非洲
德属西南非洲（德語：Deutsch-Südwestafrika），1884年至1915年德意志帝国的殖民地之一。德属西南非洲具有835100平方公里的面积，这是德意志帝国在当时欧洲大陆面积的1.5倍的规模。
1915年，在一战期间，德属西南非洲被英国和南非军队入侵。在战争结束后，其行政被南非聯邦（大英帝国的一部分）接管，和领土在国际联盟的授权管理作为西南非洲。它于1990年成为独立的纳米比亚。

## 早期歷史與德國的侵略
公元14世纪，班图人自非洲中南部迁徙，其中少量人在今纳米比亚一带定居。1878年，英国占领了鲸湾地区，作为开普殖民地下辖的一个商站兼加煤站。1883年，德国商人卢德里茨宣布纳米比亚地区其余海岸为德国领地。1885年柏林会议后，英国放弃了对纳米比亚的领土要求。1890年德国占领纳米比亚全境，并将其命名为德属西南非洲。至1902年，德属西南非洲人口为200,000人，其中2595名德国人，1354名阿非利卡人和452名英国人。

## 大屠殺

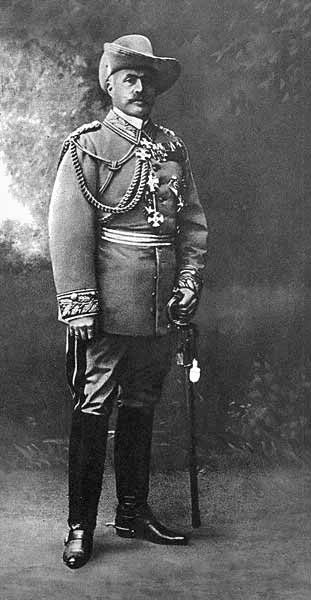
馮‧特羅塔將軍

由于德国人夺去了土著居民的土地和牲畜，1904年，西南非洲爆发反对德国统治的赫雷罗战争，约150名德国移民被杀。为了报复，曾镇压义和团运动的冯·特罗塔将军颁布了臭名昭著的“灭绝令”（Vernichtungsbefehl），要把所有赫雷罗人斩尽杀绝。至1907年战争停止时，赫雷罗人的数量已经从8万下降到1.5万。纳马人的数量从2万下降到1万。德国方面有1749名军人和侨民死亡。
赫雷罗战争被镇压后，大量土地被德国征用，随后卖给德国农场主。1912年，在呂德里茨和波蒙那发现了钻石，大量德国移民来到西南非洲。第一次世界大战爆发后，南非路易斯·博塔内阁在平息阿非利卡人发动的亲德暴乱后进攻西南非洲，爆發西南非洲戰役。南非军队为5万人，迅速击败了7000名德国守军，占领了西南非洲全境，结束了德国的殖民统治。
在时隔百余年后的2021年，德国总统弗兰克-瓦尔特·施泰因迈尔正式承认德国殖民时期在西南非洲殖民地的大屠杀事件，并就此道歉和赔款，巧合的是在此前一天，法国总统埃马纽埃尔·马克龙代表法国就1994年的卢旺达大屠杀向该国道歉及赔偿。